# Oskar Wischeropp
Oskar Wischeropp (* 11. Juni 1882 in Magdeburg; † 9. März 1956 in Berlin) war ein deutscher Politiker (KPD/Leninbund) und Widerstandskämpfer gegen das NS-Regime.

## Leben
Wischeropp erlernte den Beruf des Drehers bei Krupp. Er trat 1906 der Sozialdemokratischen Partei Deutschlands bei. 1907 zog er nach Berlin und arbeitete dort als Rundschleifer. Während des Ersten Weltkrieges diente er als Soldat. 1917 trat er zur Unabhängigen Sozialdemokratischen Partei Deutschlands über, 1919 wurde er Mitglied der Kommunistischen Partei Deutschlands (KPD).
Wischeropp war Betriebsratsvorsitzender bei Borsig und übernahm 1921 die Leitung der Roten Hilfe in Berlin-Brandenburg. Von November 1922 bis 1928 war er Angestellter der sowjetischen Handelsvertretung in Berlin. Bis Mitte 1925 fungierte er als Politischer Leiter des Berliner Bezirks Tiergarten der KPD. Als Anhänger Ruth Fischers gehörte Wischeropp zu den bekanntesten Linkskommunisten der Hauptstadt. 1926 wurde er deshalb aus der KPD ausgeschlossen.
Wischeropp gehörte am 5. Dezember 1926 zu den Mitbegründern des Leninbundes, in dessen Reichsleitung er gewählt wurde. Er stellte im August 1927 zusammen mit siebzehn weiteren prominenten Linkskommunisten – darunter Wolfgang Bartels, Ruth Fischer, Anton Grylewicz, Werner Scholem und Hugo Urbahns – einen Antrag auf Wiederaufnahme in die KPD. Dieser Antrag wurde jedoch vom Präsidium des Exekutivkomitees der Kommunistischen Internationale am 17. September 1927 als „Provokation“ abgelehnt. Infolge der ultralinken Wendung vom XII. Parteitag 1929 wurde Wischeropp jedoch wieder in die KPD aufgenommen und sogar von der Bezirksleitung als Instrukteur eingesetzt.
Nach der „Machtergreifung“ der Nationalsozialisten 1933 betätigte sich Wischeropp weiterhin illegal für die Partei. Im Herbst 1933 wurde er festgenommen. Nach dreijähriger Untersuchungshaft wurde er in einem Verfahren des Volksgerichtshofes gegen 32 kommunistische Funktionäre angeklagt. Wischeropp wurde jedoch „aus Mangel an Beweisen“ freigesprochen. Dennoch wurde er nicht freigelassen, sondern von der Gestapo in sogenannter „Schutzhaft“ ein weiteres halbes Jahr festgehalten. Nach dem Attentat Elsers auf Hitler am 8. November 1939 im Münchener Bürgerbräukeller wurde Wischeropp erneut für sechs Wochen festgehalten. Auch Wischeropps Ehefrau Gertrud (* 1894) wurde von den Nationalsozialisten verfolgt und im Dezember 1942 verhaftet. Sie starb am 19. Juni 1944 an den Folgen der Haft im Krankenhaus Höchst.
Nach Kriegsende war Wischeropp ab Mai 1945 im Bezirksamt Tiergarten tätig. Er trat 1945 erneut der KPD bei und wurde 1946 Mitglied der Sozialistischen Einheitspartei Deutschlands. 1949 zog er in den Ostteil der Stadt. Zuletzt wirkte Wischeropp als hauptamtlicher Mitarbeiter der Gesellschaft für Deutsch-Sowjetische Freundschaft.